# Бедбург
Бедбург град је у немачкој савезној држави Северна Рајна-Вестфалија. Једно је од 10 општинских средишта округа Рајн-Ерфт. Према процјени из 2010. у граду је живјело 24.879 становника. Посједује регионалну шифру (AGS) 5362004. У самом граду је, према процјени из 2010. године, живјело 24.879 становника. Постојање града први пут је забележено 893. године.

## Географски и демографски подаци
Бедбург се налази у савезној држави Северна Рајна-Вестфалија у округу Рајн-Ерфт. Град се налази на надморској висини од 70 метара. Површина општине износи 80,3 km².

## Становништво
У самом граду је, према процјени из 2010. године, живјело 24.879 становника. Просјечна густина становништва износи 310 становника/km².